# Rose d'Or
O Rosa de Ouro (em francês:  Rose d'Or) é um prêmio suíço entregue anualmente desde 1961 para consagrar os melhores programas da televisão de todo o mundo. Ocorre simultaneamente com o Festival Rosa de Ouro, que apresenta os últimos lançamentos da televisão mundial. Até 2004 o festival era sediado em Montreux, sendo conhecido como Rosa de Ouro de Montreux. Ocorre, desde então, na cidade de Lucerna.

## Vencedores
| Ano  | Programa                                | Emissora       | País            |
| ---- | --------------------------------------- | -------------- | --------------- |
| 1961 | The Black and White Minstrel Show       | BBC            | Reino Unido     |
| 1962 | Kaskad                                  | SR             | Suécia          |
| 1963 | Julie and Carol at Carnegie Hall        | CBS            | Estados Unidos  |
| 1964 | Happy End                               | SSR / TSR      | Suíça           |
| 1965 | The Cold Old Days                       | YLE            | Finlândia       |
| 1966 | L'Arroseur arrosé                       | ORTF           | França          |
| 1967 | The Frost Report                        | BBC            | Reino Unido     |
| 1968 | Historias de la Frivolidad              | TVE            | Espanha         |
| 1969 | Holiday in Switzerland                  | SRG / DRS      | Suíça           |
| 1970 | Les six évadés                          | CST            | Tchecoslováquia |
| 1971 | Lodynski's Flohmarkt Company            | ORF            | Áustria         |
| 1972 | Marty Feldman's Comedy Machine          | UKIB           | Reino Unido     |
| 1973 | The N.S.V.I.P.'s                        | SR TV1         | Suécia          |
| 1974 | Don Juan                                | TVE            | Espanha         |
| 1975 | Gatti e Fattacci                        | RAI            | Itália          |
| 1976 | The Nor-Way to Broadcasting             | NRK            | Noruega         |
| 1977 | The Muppet Show                         | UKIB           | Reino Unido     |
| 1978 | The Shirley MacLaine Special            | CBS            | Estados Unidos  |
| 1979 | Rich Little's Christmas Carol           | CBC            | Canadá          |
| 1980 | Dream Weaver                            | CBC            | Canadá          |
| 1981 | Mikhail Baryshnikov on Broadway         | ABC            | Estados Unidos  |
| 1982 | Dizzy Feet                              | UKIB / Central | Reino Unido     |
| 1983 | Al Paradise                             | RAI            | Itália          |
| 1984 | I am a Hotel                            | CBC            | Canadá          |
| 1985 | The Paul Daniels Magic Easter Show      | BBC            | Reino Unido     |
| 1986 | Penn and Teller Go Public               | CPB            | Estados Unidos  |
| 1987 | The Prize                               | SVT            | Suécia          |
| 1988 | The Comic Strip Presents… The Strike    | Channel 4      | Reino Unido     |
| 1989 | Hale & Pace                             | UKIB / LWT     | Reino Unido     |
| 1990 | The Paul Daniels Magic Easter Show      | UKIB           | Reino Unido     |
| 1991 | A Night on Mount Edna                   | LWT            | Reino Unido     |
| 1992 | Brian Orser: Night Moves                | CBC            | Canadá          |
| 1993 | Kids in the Hall                        | CBC            | Canadá          |
| 1994 | Sevillanas                              | Sogepaq        | Espanha         |
| 1995 | Don't Forget Your Toothbrush            | Channel 4      | Reino Unido     |
| 1996 | Itzhak Perlman - In the Fiddler's House |                | Estados Unidos  |
| 1997 | Cold Feet                               | ITV            | Reino Unido     |
| 1998 | Yo-Yo Ma Inspired by Bach               | Rhombus        | Canadá          |
| 1999 | The League of Gentlemen                 | BBC            | Reino Unido     |
| 2000 | The Mole                                | VRT            | Bélgica         |
| 2001 | Lenny Henry in Pieces                   | BBC            | Reino Unido     |
| 2002 | French and Saunders                     | BBC Two        | Reino Unido     |
| 2003 | Faking It                               | Channel 4      | Reino Unido     |

### 2004
| Categoria                 | Vencedor                                                                     | Emissora       | País          |
| ------------------------- | ---------------------------------------------------------------------------- | -------------- | ------------- |
| Especial                  | Amelia                                                                       | Rhombus        | Canadá        |
| Comédia                   | Creature Comforts                                                            | ITV            | Reino Unido   |
| Game Show                 | My New Best Friend                                                           | Channel 4      | Reino Unido   |
| Musical                   | One Bullet Left                                                              | SF DRS         | Suíça         |
| Reality Show              | Wife Swap                                                                    | Channel 4      | Reino Unido   |
| Sitcom                    | Peep Show                                                                    | Channel 4      | Reino Unido   |
| Telenovela                | Saint Tropez                                                                 | TF1            | França        |
| Variedades                | Ant and Dec's Saturday Night Takeaway                                        | ITV            | Reino Unido   |
| Prêmio da imprensa        | Little Britain                                                               | BBC            | Reino Unido   |
| Programa "ainda no papel" | From Rust to Riches                                                          | Team Gryttjom  | Suécia        |
| Piloto                    | Fur TV                                                                       | BBC            | Reino Unido   |
| Prêmio de beneficência    | Peter Ustinov                                                                |                | Reino Unido   |
| Rosa Honorária            | John de Mol                                                                  |                | Países Baixos |
| Melhores performances:    |                                                                              |                |               |
| Comédia                   | Anke Engelke em Ladykracher                                                  | Sat.1          | Alemanha      |
|                           | Harry Hill em Harry Hill's TV Burp                                           | Avalon         | Reino Unido   |
| Sitcom                    | Felicitas Woll em Berlin, Berlin                                             | Studio Hamburg | Alemanha      |
|                           | Martin Freeman em Hardware                                                   | ITV            | Reino Unido   |
| Telenovela                | Bénédicte Delmas em Saint Tropez                                             | TF1            | França        |
|                           | Shane Richie em EastEnders                                                   | BBC            | Reino Unido   |
| Game show                 | Anthony McPartlin e Declan Donnelly em Ant and Dec's Saturday Night Takeaway | ITV            | Reino Unido   |

### 2005
| Category           | Winner                                             | Television network            | Country       |
| ------------------ | -------------------------------------------------- | ----------------------------- | ------------- |
| Arts & Specials    | The Cost Of Living                                 | DV8 Films                     |               |
| Comedy             | Little Britain                                     | BBC                           | UK            |
| Game Show          | Test the Nation                                    | Talent TV / BBC               | UK            |
| Music              | Flashmob – The Opera                               | BBC                           | UK            |
| Reality Show       | Supernanny                                         | Channel 4                     | UK            |
| Sitcom             | Nighty Night                                       | BBC                           | UK            |
| Soap               | Verbotene Liebe                                    | ARD                           | Germany       |
| Variety            | Strictly Come Dancing                              | BBC                           | UK            |
| Press Prize        | Schillerstraße                                     | Hurricane Fernseh Productions | Germany       |
| Paper format       | Daycare Dilemma                                    | SBS                           | Sweden        |
| Pilot award        | Dinner Dating                                      | First Entertainment           | Germany       |
| Charity award      | Bob Geldof                                         |                               | Ireland       |
| Honorary Rose      | Herbert Kloiber                                    |                               | Germany       |
| Best performances: |                                                    |                               |               |
| Comedy             | F: Pippa Haywood in Green Wing                     | Channel 4                     | UK            |
|                    | M: David Walliams and Matt Lucas in Little Britain | BBC                           | UK            |
| Sitcom             | M: Peter Kay in Max & Paddy's Road to Nowhere      | Channel 4                     | UK            |
|                    | F: Zoë Wanamaker in My Family                      | BBC                           | UK            |
| Soap               | F: Lesley-Anne Down in The Bold and the Beautiful  | CBS                           | United States |
|                    | M: Pat Nolan in Fair City                          | RTÉ                           | Ireland       |
| Game show          | Thomas Gottschalk in Wetten, dass..?               |                               | Germany       |

### 2006
| Category               | Winner                                       | Television network / Production Company | Country     |
| ---------------------- | -------------------------------------------- | --------------------------------------- | ----------- |
| Arts & Specials        | Girl in a Mirror                             | ABC TV                                  | Australia   |
| Comedy                 | Look Around You                              | BBC                                     | UK          |
| Game Show              | Deal or No Deal                              | Channel 4                               | UK          |
| Music                  | Gospel in Paradiso                           |                                         | Netherlands |
| Reality Show           | The Apprentice                               | BBC                                     | UK          |
| Sitcom                 | Extras                                       | BBC                                     | UK          |
| Soap                   | Verliebt in Berlin                           | Sat.1                                   | Germany     |
| Variety                | Friday Night Project: Billie Piper           | Channel 4                               | UK          |
| Press Prize            | Pastewka                                     | Sat.1                                   | Germany     |
| Paper format           |                                              |                                         |             |
| Pilot award            | Alex FM                                      |                                         | Germany     |
| Charity award          | Fuji Television                              |                                         | Japan       |
| Honorary Rose          | Ricky Gervais                                |                                         | UK          |
| Best performances:     |                                              |                                         |             |
| Comedy                 | F: Jo Joyner in Swinging                     | Five                                    | UK          |
|                        | M: Chris Lilley in The Nominees              | ABC                                     | Australia   |
| Sitcom                 | M: Bastian Pastewka in Pastewka              | Sat.1                                   | Germany     |
|                        | F: Ashley Jensen in Extras                   | BBC                                     | UK          |
| Soap                   | F: Alexandra Neldel in Verliebt in Berlin    | Sat.1                                   | Germany     |
|                        | M: Jack Wagner in The Bold and the Beautiful |                                         | US          |
| Game show              | Stephen Fry in QI                            | BBC                                     | UK          |
| FRAPA Awards:          |                                              |                                         |             |
| Scripted Format Award  | The Nanny                                    | Sony Pictures Television                | US          |
| Game Show Format Award | Deal or No Deal                              | Endemol                                 | Netherlands |
| Reality Format Award   | The Biggest Loser                            | Reveille Productions                    | US          |

### 2007
| Category                             | Winner                         | Television network    | Country      |
| ------------------------------------ | ------------------------------ | --------------------- | ------------ |
| Arts Documentary                     | Young@Heart                    | Channel 4             | UK           |
| Comedy                               | The Vicar of Dibley            | BBC                   | UK           |
| Performing Arts                      | Peter and the Wolf             | Channel 4             | UK           |
| Performing Arts: Special Mention     | Car men                        | NPS                   | Netherlands  |
| Reality                              | Secret Millionaire             | Channel 4             | UK           |
| Reality: Special Mention             | My Last Words                  | Palm Plus Productions | Netherlands  |
| Show                                 | The Pyramid                    | Castor Multimedia     | Croatia      |
| Sitcom                               | Not Going Out                  | BBC                   | UK           |
| Soap                                 | Con Passionate                 | S4C                   | UK           |
| Soap: Special Mention                | Home Affairs                   | SABC                  | South Africa |
| Best of 2007 Special Prize           | Young@Heart                    | Channel 4             | UK           |
| Opera Special Prize                  | Man on the Moon                | Channel 4             | UK           |
| Opera Special Prize: Special Mention | Mozart 22 - Le Nozze di Figaro | Unitel GmbH & Co KG   | Germany      |

### 2008
| Category               | Winner                                       | Television network  | Country     |
| ---------------------- | -------------------------------------------- | ------------------- | ----------- |
| Arts Documentary       | Strictly Bolshoi                             | Channel 4           | UK          |
| Comedy                 | Kombat Opera Presents                        | BBC Two             | UK          |
| Drama                  | Skins                                        | E4                  | UK          |
| Drama: Special Mention | The Street II                                | BBC                 | UK          |
| Entertainment          | Hider in the House                           | BBC Two             | UK          |
| Game Show              | Power of 10                                  | CBS                 | US          |
| Performing Arts        | Mozart's Magic Flute - Onstage and Backstage | Schweizer Fernsehen | Switzerland |
| Reality                | The Phone                                    | AVRO                | Netherlands |
| Sitcom                 | The IT Crowd                                 | Channel 4           | UK          |
| Best Entertainer       | Peter Serafinowicz                           | BBC Two             | UK          |
| Best of 2008           | Kombat Opera Presents                        | BBC Two             | UK          |

### 2009
| Category                         | Winner                             | Television network | Country     |
| -------------------------------- | ---------------------------------- | ------------------ | ----------- |
| Arts Documentary                 | The Curse of the Mona Lisa         | Channel 4          | UK          |
| Comedy                           | Rick Mercer Report                 | CBC                | Canada      |
| Drama                            | Windfall & Misfortunes             |                    | Canada      |
| Entertainment                    | El hormiguero                      | Cuatro             | Spain       |
| Game Show                        | Relentless                         | ITV                | UK          |
| Performing Arts                  | The Eternity Man                   | ABC Television     | Australia   |
| Performing Arts: Special Mention | La Traviata at Zurich Main Station |                    | Switzerland |
| Reality                          | I Survived a Japanese Game Show    | ABC                | US          |
| Sitcom                           | My Family                          | BBC One            | UK          |
| Best of 2009                     | I Survived a Japanese Game Show    | ABC                | US          |

### 2010
| Category                           | Winner                       | Television network | Country               |
| ---------------------------------- | ---------------------------- | ------------------ | --------------------- |
| Arts Documentary & Performing Arts | The Neighbour                | NRK                | Norway                |
| Comedy                             | Benidorm Bastards            | VMMa               | Belgium               |
| Sitcom                             | The Inbetweeners             | E4                 | United Kingdom        |
| Drama & Mini Series                | Hopeville                    |                    | South Africa          |
| Soap & Telenovela                  | Date Blind                   |                    | Argentina/Switzerland |
| Children & Youth                   | Krimi.de - Web Attack        |                    | Germany               |
| Variety & Live Event Show          | La Bohème at the Tower Block |                    | Switzerland           |
| Game Show                          | Bingo Banko                  |                    | Denmark               |
| Reality & Factual Entertainment    | Blood, Sweat and Takeaways   | BBC                | United Kingdom        |
| Multi-Platform                     | Águila Roja                  | RTVE               | Spain                 |
| Social Awards                      | Desert Tears                 |                    | Germany               |
| Social Awards                      | Sofa Surfers                 | BBC                | United Kingdom        |

### 2012
| Category                           | Winner                              | Television network | Country        |
| ---------------------------------- | ----------------------------------- | ------------------ | -------------- |
| Arts Documentary & Performing Arts | The Sound of Ole Bull               | NRK                | Norway         |
| Comedy                             | Black Mirror: "The National Anthem" | Channel 4          | United Kingdom |
| Sitcom                             | Friday Night Dinner                 | Channel 4          | United Kingdom |
| Series                             | Pan Am                              | ABC                | United States  |
| TV Movie                           | Homevideo                           | NDR                | Germany        |
| Children                           | Horrible Histories                  | BBC                | United Kingdom |
| Youth                              | Dream High                          | KBS                | South Korea    |
| Live Event Show                    | Eurovision Song Contest 2011        | ARD                | Germany        |
| Game Show                          | The Million Pound Drop Live         | Channel 4          | United Kingdom |
| Factual Entertainment              | Go Back To Where You Came From      | SBS                | Australia      |
| Lifestyle                          | The Great British Bake Off          | BBC                | United Kingdom |
| Multi-Platform                     | Plan B                              | Antena 3           | Spain          |
| Best of Rose 2012                  | Go Back To Where You Came From      | SBS                | Australia      |

### 2013
| Category                        | Winner                               | Television network | Country        |
| ------------------------------- | ------------------------------------ | ------------------ | -------------- |
| Comedy                          | What if?                             | VMMa               | Belgium        |
| Sitcom                          | Spy                                  | BSkyB              | United Kingdom |
| Game Show                       | Oh Sit!                              | The CW             | United States  |
| Arts                            | Freddie Mercury: The Great Pretender | BBC                | United Kingdom |
| Reality & Factual Entertainment | Make Bradford British                | Channel 4          | United Kingdom |
| Entertainment                   | Gruen Sweat                          | ABC                | Australia      |

### 2014
| Category                        | Winner                               | Television network        | Country        |
| ------------------------------- | ------------------------------------ | ------------------------- | -------------- |
| Comedy                          | Little Mom                           | Dori Media Group          | Israel         |
| Sitcom                          | Toast of London                      | Channel 4                 | United Kingdom |
| Game Show                       | Pointless                            | BBC                       | United Kingdom |
| Arts                            | Peter and the Wolf/Pierre et le Loup | Camera Lucida Productions | France         |
| Reality & Factual Entertainment | Gogglebox                            | Channel 4                 | United Kingdom |
| Entertainment                   | Circus HalliGalli                    | ProSiebenSat.1 Media      | Germany        |

### 2015
| Category                        | Winner                       | Television network | Country        |
| ------------------------------- | ---------------------------- | ------------------ | -------------- |
| Comedy                          | Psychobitches                | Sky Arts           | United Kingdom |
| Sitcom                          | Catastrophe                  | Channel 4          | United Kingdom |
| Game Show                       | Wild Things                  | Sky One            | United Kingdom |
| Arts                            | Our Gay Wedding: The Musical | Channel 4          | United Kingdom |
| Reality & Factual Entertainment | Street Jungle                | Canal D            | Canada         |
| Entertainment                   | The Graham Norton Show       | BBC                | United Kingdom |

### 2016
| Category                        | Winner                       | Television network | Country        |
| ------------------------------- | ---------------------------- | ------------------ | -------------- |
| Comedy                          | Inside No. 9                 | BBC Two            | United Kingdom |
| Sitcom                          | Raised by Wolves             | Channel 4          | United Kingdom |
| Game Show                       | Pick Me!                     | ITV                | United Kingdom |
| Reality & Factual Entertainment | The Real Marigold Hotel      | BBC Two            | United Kingdom |
| Entertainment                   | Eurovision Song Contest 2016 | SVT                | Sweden         |
| Drama                           | River                        | BBC One            | United Kingdom |

### 2017
| Category                        | Winner             | Television network | Country        |
| ------------------------------- | ------------------ | ------------------ | -------------- |
| Comedy                          | Fleabag            | BBC Three          | United Kingdom |
| Sitcom                          | Henry IX           | Gold               | United Kingdom |
| Game Show                       | Bigheads           | ITV                | United Kingdom |
| Reality & Factual Entertainment | You Can't Ask That | ABC iview          | Australia      |
| Entertainment                   | Stasera casa Mika  | Rai 2              | Italy          |
| Drama                           | Nobel              | NRK                | Norway         |
| Children & Youth                | Anti Bully Club    | Skyhigh TV         | Netherlands    |
| Arts                            | Balletboyz         | BBC Two            | United Kingdom |
| TV Movie                        | The Verdict        | ARD                | Germany        |
| Entertainer of the Year         | James Corden       | —                  | United Kingdom |
| Lifetime Achievement Award      | Angela Lansbury    | —                  | United Kingdom |

### 2018
| Category                              | Winner                                                         | Television network | Country        |
| ------------------------------------- | -------------------------------------------------------------- | ------------------ | -------------- |
| Comedy                                | “Grotesco’s Seven Masterpieces – The Refugee Crisis: a musical | BBC Three          | Suécia         |
| Sitcom                                | Detectorists                                                   | BBC                | United Kingdom |
| Game Show                             | Sorry About That                                               | ITV                | Belgica        |
| Reality & Factual Entertainment       | Down the Road                                                  | ABC iview          | Bélgica        |
| Entertainment                         | Roberto Bolle – Dance with Me                                  | Rai 2              | Italy          |
| Drama                                 | The Crown                                                      | Netflix            | Norway         |
| Children & Youth                      | The Highway Rat                                                | Skyhigh TV         | United Kingdom |
| Arts                                  | Betroffenheit                                                  | BBC Two            | United Kingdom |
| Augmented Reality and Virtual Reality | Damming The Nile                                               | BBC                | Reino Unido    |
| Entertainer of the Year Award         | Jan Böhmermann                                                 | —                  | Alemanha       |
| Lifetime Achievement Award            | Joanna Lumley                                                  | —                  | United Kingdom |

### 2019
| Categoria               | Vencedor                    | Emissora                                                           | País                             |
| ----------------------- | --------------------------- | ------------------------------------------------------------------ | -------------------------------- |
| Artes                   | The Greenaway Alphabet      | Beeld TV/Wide House/NTR                                            | Países Baixos                    |
| Comédia                 | Baroness Von Sketch Show    | Frantic Films/Banijay Rights/CBC                                   | Canada                           |
| Drama                   | Chernobyl                   | Sky Atlantic, HBO/Sister Pictures, The Mighty Mint, Word Games/Sky | Reino Unido                      |
| Reality Show            | The Repair Shop             | Ricochet Ltd./Warner Bros./BBC Two                                 | Reino Unido Países Baixos França |
| Sitcom                  | Arde Madrid                 | Movistar+/Beta Film/Spain                                          | Espanha                          |
| Infanto-Juvenil         | ZombieLars                  | Tordenfilm/Global Screen/NRK Super                                 | Noruega                          |
| Telenovela              | Órfãos da Terra             | Rede Globo                                                         | Brasil                           |
| Variedades              | Michael McIntyre’s Big Show | Hungry McBear/BBC One                                              | Reino Unido                      |
| Série de mídia social   | Swipe                       | VERTOV/KRO-NCRV / NPO 3/                                           | Países Baixos                    |
| Audio de entretenimento | 13 Minutes to the Moon      | BBC World Service                                                  | Reino Unido                      |
| Infanto-Juvenil         | ZombieLars                  | Tordenfilm/Global Screen/NRK Super                                 | Noruega                          |
| Melhor performance      | Ricky Gervais em After Live | Netflix                                                            | Estados Unidos                   |
| Prêmio de beneficência  | Maren Kroymann              | ARD                                                                | Alemanha                         |